# Durrington Walls
Durrington Walls är platsen för en stor neolitisk bosättning och senare för ett hengemonument, en inhägnad som ligger inom Stonehenge World Heritage Site i England. Platsen ligger 3,2 km nordöst om Stonehenge i församlingen Durrington, strax norr om Amesbury i Wiltshire. Hengemonumentet är det näst största senneolitiska hengeanläggningen efter Hindwell i Wales.

## Sammanfattande översikt
Mellan 2004 och 2006 gjordes utgrävningar på platsen ledda av University of Sheffield som avslöjade sju hus på platsen. En tolkning att platsen var bebodd över hela ytan gör att bosättningen ursprungligen skulle ha haft 1 000 hus och kanske 4 000 invånare. Men det kräver att hela ytan har använts för bosättningen. Platsen användes för bosättning under 500 år med början mellan 2800 och 2100 f.Kr. Platsen skulle då ha varit den största bosättningen i norra Europa under en längre period.
Från 2010 till 2014 avslöjade en undersökning gjord med ny teknik och utgrävningar en så kallad hengeanläggning med 500 meter i diameter, som var konstruerad av träpålar. Fynden kan innebära att komplexet kan ha varit ett monument som kompletterade Stonehenge.
2020 gjordes en geofysisk rekognosering som avslöjade ett antal gropar, några bildade hål och andra uppenbarligen anpassade för att ha stöttat massiva timmerstockar. Det anmärkningsvärda var att de verkar tillhöra en cirkel med hela 1,9 km diameter med 10 diameters meters hål som är från neolitikum. Om den tolkningen är riktig så är detta Storbritanniens största förhistoriska monument.

## Anläggningsbeskrivning
Det som finns kvar synligt av Durrington Walls idag är vallarna från hengemonumentet – den nederoderade inre sidan av vallen och det inre dikets kant. Detta liknar en höjd som omger en lägre central yta. På östra sidan är diket och vallen bättre synliga men skadade av överplöjningen. Ursprungligen var diket 5,5 meter djupt, 7 meter brett på bottnen och 18 meter brett på toppen. Jordvallen var i vissa områden 30 meter brett. Det fanns två ingångar genom vallen och diket – vid nordvästra och sydöstra änden. Det kan ha funnits ingångar i söder och nordöst men de kan ha blockerats avsiktligt.
Durrington Walls omslöt flera timmercirklar och mindre henge inuti det större monumentet – och alla har inte blivit undersökta. Flera neolitiska hus har hittats intill och under monumentets vall. Att husen ligger tätt har tolkats så att en mycket stor by har legat på sluttningarna ner mot flodstranden på denna sida.
Hengemonumentet konstruerades på högre mark som sluttar mot sydöst mot en böj hos floden Avon. På grund av sluttningen ligger nordvästra sidan betydligt högre än sydöstra sidan. Den sydöstra ingången ligger ungefär 60 meter från flodstranden.
Monumentet har två vägar som passerar genom det.(se bild i källa 6). En gammal väg och en modern byggd med vägbank som byggdes 1967. Förut fanns också militärbaracker i nordöstra hörnet av området. Några hus byggdes på västra vallen. Marken på västra sidan av den gamla vägen ägs av National Trust, och utgör en del av dess Stonehenge Landscape egendom. Området är fritt för besök.

## Historia
Det finns tecken på tidiga neolitiska aktiviteter på platsen men det är så att största delen av monumentet ha byggts under senneolitisk tid eller tidig bronsålder. Vid ungefär 2600 f.Kr. byggdes en stor timmercirkel. Den kallas numera för södra cirkeln och upptäcktes på 1960-talet vid ett vägbygge. Cirkeln var orienterad mot sydöst mot soluppgången vid midvinter. Dess fyra stora koncentriska cirklar med stolphål bär spår efter extremt stora timmerstockar som stod i hålen.
En så kallad aveny var anlagd mot en annan riktning - mot solnedgången vid sommarsolståndet och den ledde till floden Avon. Detta liknar förhållandena vid Stonehenge Avenue. En större timmerstock fanns i orienteringens riktning lika långt från monumentet som den så kallade hälstenen (engelska heelstone) står från Stonehenge.
Ungefär vid samma tid men troligen efter att cirkeln och avenyn hade konstruerats började en by att utvecklas omkring platsen. Utgrävningar har dokumenterat sju neolitiska hus med golv på östra sidan av jordvallen. Vissa av dessa var lokaliserade under vallen i monumentet. Det betyder att bosättningen var äldre än hengemonumentet. Husens täthet antyder att det finns många fler hus under fältet öster om hengemonumentet utmed floden Avons stränder. Ett av husen som grävdes ut hade en så kallad cobb wall och hade en bibyggnad, och detta hus var mycket likt husplanen för ett hus i Skara Brae på Orkney. De andra husen verkar ha haft lerkliningsväggar. Det finns också bevis för att husen fortsatte även norr om platsen.

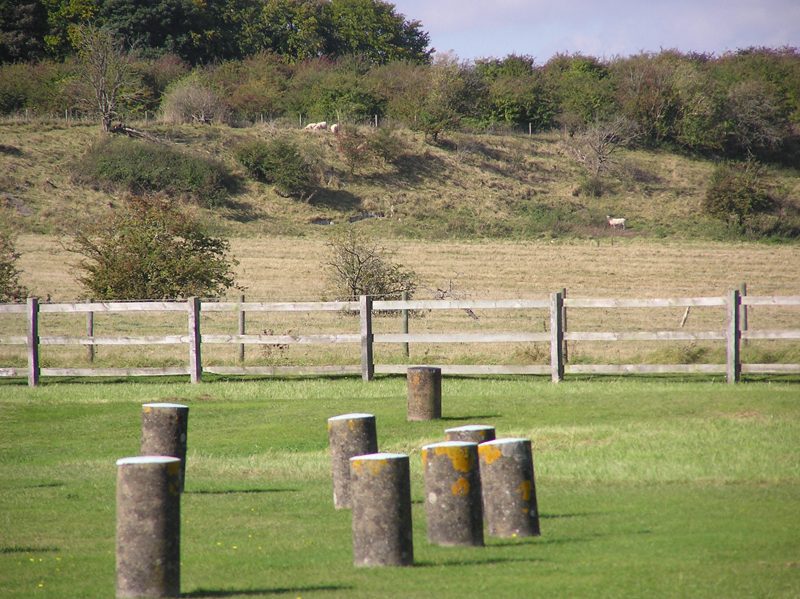
Durrington Walls

Det är troligt att byn omgav en stor öppen rund plats där södra cirkeln och flera mindre hägnader fanns. En geofysisk undersökning 200 meter väster om södra cirkeln som benämnes västra inhägnaden visade en grupp med åtminstone sex ringformade strukturer med avbrott. De låg på en terrass med utsikt över timmercirkeln (= södra cirkeln) och östra ingången. En utgrävning avslöjade två hus som låg omringade av timmerpalissader med diken och vallar. Platserna verkar ha hållits rena för de var fyndfattiga. De har olika tolkningar, hus för eliten i samhället, kulthus eller andehus.
Julian Thomas menar att platsen inte var rituell för det finns inga rena rituella platser. Ritualer har naturligtvis ägt rum på platsen och Durrington Walls är en sådan plats med flera typer av riter och vardagshandlingar har ägt rum. Dessa olika händelser skapar en väv av invecklade historiska händelser med ritualer, kriser, omvälvningar och dagliga rutiner.
En tid senare, kanske 200 år efter att cirkeln först hade byggts, lades ytterligare två koncentriska ringar till monumentet. Då byggdes henge omkretsen. Ett dike ungefär 5,5 meter djupt grävdes, och jorden användes för att skapa en stor yttre bank ungefär 30 meter vid och antagligen flera meter hög. Flera lämningar av byn, inklusive hus och avfallsgropar byggdes över. Hengemonumentet verkar ha byggts i en obruten byggnadsperiod utan olika faser. Det finns inga tecken på att jord bildats eller grästorvor som bildats beväxning på jordvallen. Diket ser ut att ha grävts i sektioner kanske av olika grupper av arbetare. Uppskattning om arbetskraftens storlek för att bygga monumentet varierar mellan 4000 – 6000. Vid ungefär samma tid byggdes en annan stor timmercirkel och hengemonument i närheten söderut nämligen Woodhenge.
Det är okänt när platsen slutade användas. Den återanvändes under järnåldern när en boplats med anlagda fält etablerades innanför vallarna. Ett stort dräneringsdike grävdes ovanför nordöstra ingången troligen för att förbättra fälten.

## Utgrävningar och teorier
Richard Colt Hoare noterade Durrington Walls redan 1810, och observerade att århundraden av jordbruk hade förändrat monumentet betydligt. Geoffrey Wainwright ledde undersökningen då nya vägen A345 byggdes 1966. Han upptäckte då södra timmercirkeln i Durrington Walls, liksom den mindre timmercirkeln strax norr om denna.
Sedan 2003 har Stonehenge Riverside Project, lett av Mike Parker Pearson, gjort årliga grävningar vid Durrington Walls. Grävningarna har identifierat ett neolitiskt samhälle och en aveny till floden.
C14-dateringar på omkring 2600 f.Kr. ger ungefär samma datering som den tidigaste stenbyggnadsfasen vid Stonehenge. Det är troligt att byggarna av Stonehenge bodde på den här platsen. Parker Pearson tror att Durrington Walls var en plats som var ett komplement till Stonehenge, vilket visas av att den har samma solståndsorientering. Hans tolkning är att timmercirkeln vid Durrington Walls representerade livet och de levandes land medan Stonehenge och området runt omkring, omgivet av gravhögar representerade de dödas land. De två platserna var förbundna genom floden Avon och deras respektive avenyer. En ceremoniell procession från den ena till den andra representerade en övergång från livet till döden.
Geoff Wainwright och Timothy Darvill har utmanat Pearsons teorier. De menar att Stonehenge var ett monument till läkande och att samband mellan de två monumenten var osannolika. Deras teori bygger på att de så kallade bluestones som hämtats från Wales skulle ha haft helande förmåga och att det var därför de fördes till platsen. Deras huvudargument är att gravarna vid Stonehenge var äldre än fasen med stenar på platsen. Men det gäller ju inte bronsåldersgravarna i högarna som det refereras till ovan.
Svinben vid Durrington Walls har tolkats som att de härstammade från många olika platser i Storbritannien. Andra tolkningar menar att samma fyndmaterial kom från ett mera begränsat område.
2015 blev det känt att The Stonehenge Hidden Landscapes Project hade hittat bevis för ett annat monument som bestått av 90 upprättstående stenar under Durrington Walls. Det hittades med en geofysisk sondering. I augusti 2016 gjordes en utgrävning av Parker Pearson och medlemmar i gruppen Stonehenge Hidden Landscapes Project. Resultatet av grävningen blev att det inte finns och inte har funnits begravda upprätta stenar vid Durrington Walls.
Istället har en georadarundersökning visat på en cirkel av enorma stolphål, inte begravda stenar, under vallen som senare fylldes med småbitar av kalk. Dr. Nicola Snashall, anställd vid National Trust som arkeolog, föreslog att då Stonehenges byggare övergav platsen sattes det upp ett stort stolpmonument och att sedan, av oklar orsak, togs timmerstockarna bort och den enorma vallen och diket som finns idag byggdes.
2020 tillkännagav forskare från universiteten i Sankt Andrews, Birmingham, Warwick, Bradford, Glasgow och University of Wales Trinity Saint David upptäckten av 20 gropar nära Durrington Walls. De skulle vara en del att Storbritanniens största förhistoriska monument. Två grupper av gropar inklusive minst 7 som verkar vara naturliga tolkades som att de ingick i en cirkel med en 1,9 km lång diameter. Cirkeln omsluter Durrington Walls och är från neolitikum och dess ålder uppskattas till 4 500 år. En del gropar förklarades av undersökarna vara mer än 10 meter i diameter och 5 meter djupa. Detta grundades på en geofysisk undersökning. Den långsamma ansamlingen av material i hålen antyder att de grävdes och sen lämnades öppna.
Ytterligare undersökningar av ett team lett av Vincent Gaffney 2021 drog slutsatsen att groparna var gjorda av människor och inte naturbildningar. Optiskt stimulerade luminescenstester avslöjade att jorden i groparna inte hade exponerats för solljus sedan 2400 f.Kr. Undersökningar av groparna visade att groparna varit använda från sen neolitisk tid till mellersta bronsåldern. Gaffney beskrev groparna som den största förhistoriska strukturen hittad i Storbritannien.